# Flaga Wietnamu
Flaga Wietnamu (wiet. Cờ tổ quốc – Flaga Ojczyzny) została przyjęta jako flaga zjednoczonego Wietnamu w 1976 jako flaga cywilna i wojskowa. Jest to ustanowiona 30 listopada 1955 roku flaga Wietnamu Północnego, wywodząca się z flagi Việt Minhu. Proporcje flagi wynoszą 2:3.
Czerwone tło oznacza rewolucję i krew przelaną przez Wietnamczyków. W środku flagi znajduje się złota gwiazda pięciopromienna, która symbolizuje partię komunistyczną. Pięć ramion gwiazdy reprezentuje: robotników, rolników, żołnierzy, inteligencję i młodzież.
W 2016 i 2017 roku amerykańskie miasta San Jose, Westminster i Milpitas wydały rezolucje zakazujące eksponowania flagi Wietnamu w miejscach publicznych. Uchwały zostały podjęte w wyniku publicznego lobbingu wietnamskich emigrantów z byłego Wietnamu Południowego w Stanach Zjednoczonych.

## Historyczne warianty flagi

Flaga Indochin Francuskich w latach 1887–1954
Flaga Cesarstwa Wietnamu w latach 1941–1945
Flaga Cesarstwa Wietnamu w 1945 roku
Flaga Wietnamu Północnego w latach 1945–1955
Flaga Wietnamu Południowego w latach 1948–1975
Flaga Wietnamu Południowego w latach 1975–1976